# Tour de Babel (série télévisée)
Pour les articles homonymes, voir Babel.
Tour de Babel (Torre de Babel) est une telenovela brésilienne en 203 épisodes remontés en 120 épisodes de 46 minutes ou 240 épisodes de 23 minutes, écrite par Silvio de Abreu et diffusée entre le 25 mai 1998 et le 15 janvier 1999 sur le réseau Globo. 
En France, le feuilleton a été diffusé du 4 octobre 1999 au 1er septembre 2000 sur Téva, rediffusé du 25 juin 2001 au 24 mai 2002, toujours sur Téva puis du 24 février 2003 au 2 avril 2004 sur TMC.Elle est diffusée sur Nina Novelas en 2020.
En juin 2023, elle est diffusée sur Novelas TV jusqu'au 1er décembre 2023.

## Synopsis
1978. Un chantier de construction, à la nuit tombée. Une petite fête réunit l'équipe des maçons et le patron de l'entreprise de construction, César Toledo. Dans un recoin du chantier, un des maçons, José Clementino da Silva, surprend sa femme dans les bras de deux ouvriers. Clementino, ivre de jalousie et de fureur, ramasse une brique et tue sa femme et un de ses deux amants, avant d'être maîtrisé par César Toledo, qui appelle la police. Au procès, José Clementino est condamné à vingt ans de prison.
1998. José Clementino va bientôt sortir de prison. Il n'a qu'une idée en tête : se venger de son ex-patron, qui a témoigné contre lui au procès. César Toledo lui, est devenu un grand entrepreneur. Il est propriétaire du « Tropical Tower Shopping », un grand centre commercial qu'il vient d'inaugurer et que la presse a surnommé « la Tour de Babel ». José Clementino, qui dans sa jeunesse était artificier, conçoit le projet de faire sauter la Tour de Babel.
Le destin des deux hommes et celui de leurs familles respectives se croisent cependant bien avant que Clementino ne puisse mettre à exécution ses plans. D’abord il est libéré de prison à la suite de l’intervention d’Alexandre Toledo, jeune avocat ayant découvert que Clementino a déjà purgé sa peine et mérite donc d’être un homme libre. Or Alexandre n’est autre que le fils cadet de César Toledo et de son épouse Marta. Le jeune avocat va nouer avec Clementino une relation de confiance et de respect mutuel qui se renforcera au fil du temps.
Ensuite Clementino tombe amoureux de la belle Clara, jeune femme candide vivant sous le toit de César et Marta (dont le père avait adopté Clara depuis un orphelinat). Soucieuse de voler de ses propres ailes et lassée de l’existence dorée que lui offre sa famille adoptive, Clara s’en va vivre aux côtés de son amoureux. Par ailleurs, Alexandre entame lui-même une relation avec Sandra da Silva, la fille aînée de Clementino. Ils finissent par se marier, en dépit de l’opposition des deux pères : César Toledo est horrifié de voir son fils se rapprocher de l’homme qu’il avait envoyé en prison, lequel entretient lui-même des relations houleuses avec Sandra qui ne lui a jamais pardonné d’avoir tué sa mère.
Alexandre se rend rapidement compte qu’il s’est trompé sur le compte de Sandra : celle-ci n’éprouve aucun sentiment envers lui et le voit comme un simple moyen de mener la belle vie au sein de la maison des Toledo. Sandra va même jusqu’à simuler une grossesse pour convaincre son époux d’aller vivre dans la confortable villa de César et Marta plutôt que dans le modeste appartement qu'occupe le jeune couple. Lorsqu’Alexandre découvre ce plan machiavélique, leur relation s’écroule.
Entretemps le couple de César et Martha, ainsi que leur vie de famille, est lui-même déchiré par des épreuves diverses. César décide un temps de renouer avec son amour de jeunesse, l’avocate Lucie Prado. Ce rapprochement ne dure pas et il revient vivre auprès de Martha, mais se rend compte qu’elle est devenue suspicieuse à son égard. Martha éprouve en effet de plus en plus de doutes sur la probité de son époux, qu’elle soupçonne de lui avoir dissimulé de nombreux détails au sujet des entreprises Toledo, mais aussi à propos du décès de son père Octavio dans un accident de la route.
La vie de leurs trois fils n’est guère plus sereine. Comme Alexandre, l’ainé Henrique (Eric en VF) a également vu son mariage avec Vilma atteindre un point de non-retour. Henrique, qui occupe un poste important dans l’entreprise familiale, est un incorrigible coureur de jupons qui tient à Vilma uniquement parce qu’il voit en elle une bonne mère, jusqu’à ce qu’il découvre les mensonges et complots de la jeune femme. Tandis que leur relation se dégrade, il s’amourache de Celeste, une jeune femme arrivée à Sao Paulo pour chercher du travail et ayant autrefois entretenu une relation intime avec Guillaume, le benjamin des Toledo. Ce dernier souffre d’une addiction à la drogue qui le pousse à s’attaquer à des gens et à exercer un chantage sur ses parents. Il finira par périr dans des circonstances tragiques.
Petit à petit, l'amour que Clementino éprouve pour Clara le pousse à changer d'avis. Il n’ira pas de l’avant avec son projet de vengeance contre les Toledo. Mais la Tour de Babel explose quand même, par la faute de la fille de José Clementino, Sandra, qui a voulu se venger de la mort de sa mère. L'explosion fera de nombreuses victimes : Guillaume, le fils cadet des Toledo, Rafaela Katz, la sœur de Clementino et son amie Leila. 
À la suite de cet incident Clementino hérite des biens de sa sœur Rafaela. Cependant il se retrouve de nouveau propulsé sur le banc des accusés dans le cadre de l’enquête policière sur l’explosion de la « Tour de Babel ». En tant qu’ancien artificier il possède l’expertise requise pour concevoir un tel projet, et son animosité notoire envers César constituerait un parfait mobile. Malgré les consignes de son avocat Alexandre, Clementino pense que la meilleure manière de se défendre est de porter des accusations sur d’autres individus, comme par exemple Ângela Vidal qui travaille pour le compte de l’entreprise Toledo, et même César en personne. Selon Clementino, son vieil ennemi a très bien pu causer lui-même l’explosion du centre commercial afin de toucher une lucrative prime de la compagnie d’assurances.
Faute de preuves, l’enquête piétine. Dans le même temps Ângela Vidal, la fidèle assistante d’Henrique au sein de l’entreprise Toledo, commence à révéler son vrai visage. Désireuse d’éliminer quiconque se mettant en travers de la relation qu’elle fantasme avec Henrique, elle assassine froidement Vilma, l’épouse de ce dernier. Au lieu de les rapprocher cet acte de cruauté place Henrique dans de beaux draps, car il se retrouve accusé du meurtre. Ângela n’en démord pas, et nourrit le projet de kidnapper Emilio, le fils de Celeste. Elle pense ainsi pouvoir écarter de son chemin sa rivale, laquelle se dresse en obstacle dans ses désirs de conquérir Henrique.
Avec le temps Martha et César arrivent à aplanir leurs différends, et les époux se mettent en tête de découvrir qui a fait exploser le centre commercial. Clementino est éventuellement repris par la police après avoir essayé de s’introduire le soir dans le bureau de César pour y récupérer des preuves. Il a été dénoncé par nulle autre que sa fille Sandra. 
Clementino se rend compte que la clé du mystère réside peut-être en son père Agenor (aussi appelé Auguste dans la VF), un homme cruel et violent porté disparu depuis la fatidique explosion. Il profite du mariage de sa fille Charlotte pour échapper à la police et, avec l’aide de ses deux demi-frères, retrouve la trace d’Agenor. Les quatre hommes débarquent à la cérémonie de mariage d’Henrique et Celeste, où Agenor vient dévoiler devant une assistance stupéfaite l’identité de la personne ayant causé l’explosion meurtrière du « Tropical Tower Shopping » plusieurs mois plus tôt…

## Distribution
- Tarcísio Meira (VFB : Guy Pion) : César Toledo
- Tony Ramos (VFB : Benoît van Dorslaer) : José Clementino da Silva
- Glória Menezes (VFB : Myriam Thyrion) : Marta Toledo
- Maitê Proença (VFB : Bernadette Mouzon) : Clara Soares
- Adriana Esteves (VFB : Alice Ley) : Sandra da Silva
- Letícia Sabatella : Celeste
- Edson Celulari : Éric Toledo (en VO : Henrique)
- Cláudia Raia (VFB : Catherine Conet) : Ângela Vidal
- Natália do Valle (VFB : Monique Clemont) : Lucie Prado (en VO : Lúcia)
- Marcos Palmeira : Alexandre Leme Toledo
- Juca de Oliveira (pt) (VFB : Christian Léonard) : Auguste da Silva (en VO : Agenor)
- Stênio Garcia (pt) : Bruno Maia
- Christiane Torloni : Rafaela Katz (alias Neusa Maria da Silva)
- Victor Fasano (pt) : Emmanuel Falcão (en VO : Edmundo)
- Marcello Antony (pt) : Guilherme Toledo
- Karina Barum (pt) (VFB : Ioanna Gkizas) : Charlotte da Silva (en VO : Shirley)
- Ernani Moraes (pt) : Benoît da Silva (en VO : Boneca)
- Cacá Carvalho (pt) : Armando (en VO : Jamanta)
- Danton Mello (pt) : Adriano
- Oscar Magrini (pt) : Julio da Silva (en VO : Gustinho) (alias Johnny Tu-Piges (en VO : Johnny Percebe))
- Sílvia Pfeifer (pt) (VFB : Carole Baillien) : Leila et Leda Sampaio
- Liana Duval (pt) : Luiza
- Cláudia Jimenez (pt) (VFB : Carine Seront) : Béa Colombo Teixeira (en VO : Bina)
- Duda Mamberti : Carlito
- Isadora Ribeiro (VFB : Véronique Biefnot) : Vilma Toledo
- Carlos Gregório : Paulo
- Cleide Blota : Josefa
- Etty Fraser (VFB : Monique Clemont) : Sandrine (en VO : Sarita)
- Cleyde Yáconis (VFB : Françoise Oriane): Yolande Falcão (en VO : Diolinda)
- Carvalhinho : Claude (en VO : Cláudio)
- Eliane Costa : Huguette (en VO : Luzineide)
- Andrea Cavalcanti (VFB : Colette Sodoyez) : Odete
- Carlos Kroeber : Dr Navarro
- Stefhani Neves : Tiffany Toledo
- Caio Graco : Júnior Toledo
- Vanda Lacerda (VFB : Nicole Duret) : Eglantine Colombo
- Nair Bello : Carlotinha Bimbatti
- Eliane Giardini : Wandona
- Felipe Latge : Guiminha Toledo

## Commentaires
La fin de ce feuilleton est des plus étranges : le dernier épisode montre une bombe qui va exploser et ne possède pas de vraie fin. C'est en fait un clin d'œil de l'auteur du feuilleton, Silvio de Abreu.
La chanson du générique, Pra você, est interprétée par le chanteur Sílvio César.